# 수지도서관
수지도서관은 경기도 용인시 수지구 풍덕천동 소재의 시립 도서관이다. 인근에 여성회관과 신정공원이 있다.

## 연혁
- 2001.09.18 설계완료
- 2001.09.24 수지도서관 건축허가 완료
- 2001.11.19 수지도서관 착공
- 2004.05.22 수지도서관 준공
- 2004.07.27 수지도서관 개관
- 2008.04.29 수지도서관 증축 착공
- 2009.06.18 수지도서관 증축완공 및 재개관
- 2010.03.12 열람실 좌석관리시스템 좌석연장제 운영
- 2011.04.01 열람실 출입관리시스템 구축 및 시행
- 2011.11. 열람실 24시까지로 운영 시간 연장

## 시설현황
- 3층: 제2종합자료실, 독서공감, 제2열람실
- 2층: 제1종합자료실, 시청각실, 제1열람실
- 1층: 어린이자료실, 디지털자료실
- 지하1층: 매점

## 이용 안내
이용 시간
휴관일
- 정기 휴관일
  - 매월 두 번째, 네 번째 월요일: 시설 전체 휴관
  - 명절(신정, 설연휴, 추석연휴): 시설 전체 휴관
  - 법정공휴일: 열람실만 개방(09:00~18:00) - 단, 일요일은 제외.(일요일은 열람실 및 자료실 운영)
- 임시 휴관일: 도서관의 특별한 사정으로 인한 휴관